# 派莫戈
派莫戈，是西班牙安达卢西亚自治区韦尔瓦省的一个市镇。总面积214平方公里，总人口1327人（2001年），人口密度6人/平方公里。